# Campeonato de Francia de Rugby 15 1928-29
El Campeonato de Francia de Rugby 15 1928-29 fue la 33.ª edición del Campeonato francés de rugby, la principal competencia del rugby galo.
El campeón del torneo fue el equipo de US Quillan quienes obtuvieron su primer campeonato.

## Desarrollo

### Segunda Fase
| Equipo   | Puntos   |
| -------- | -------- |
| Toulon   | 5 puntos |
| Toulouse | 5 puntos |
| Narbonne | 2 puntos |

| Equipo       | Puntos   |
| ------------ | -------- |
| Agen         | 4 puntos |
| Biarritz     | 4 puntos |
| US Perpignan | 4 puntos |

| Equipo          | Puntos   |
| --------------- | -------- |
| Stade Bordelais | 6 puntos |
| Pau             | 4 puntos |
| Montferrand     | 2 puntos |

| Equipo          | Puntos   |
| --------------- | -------- |
| US Quillan      | 6 puntos |
| Bordeaux Begles | 4 puntos |
| Limoges         | 2 puntos |

| Equipo       | Puntos   |
| ------------ | -------- |
| FC Lézignan  | 6 puntos |
| Boucau Stade | 4 puntos |
| Grenoble     | 2 puntos |

| Equipo      | Puntos   |
| ----------- | -------- |
| Carcassonne | 6 puntos |
| Dax         | 4 puntos |
| CASG Paris  | 2 puntos |

| Equipo      | Puntos   |
| ----------- | -------- |
| Béziers     | 5 puntos |
| SA Bordeaux | 4 puntos |
| Albi        | 3 puntos |

| Equipo    | Puntos   |
| --------- | -------- |
| Perpignan | 5 puntos |
| US Cognac | 4 puntos |
| Bayonne   | 3 puntos |

### Cuartos de final
| abril de 1929 | US Quillan | 27 - 3 | Toulon |  |  |

| abril de 1929 | Perpignan | 4 - 15 | Agen |  |  |

| abril de 1929 | FC Lézignan | 27 - 5 | Stade Bordelais |  |  |

| abril de 1929 | Carcassonne | 0 - 3 | Béziers |  |  |

### Semifinal
| mayo de 1929 | US Quillan | 17 - 3 | Agen |  |  |

| mayo de 1929 | FC Lézignan | 9 - 6 | Béziers |  |  |

### Final
| 19 de mayo de 1929 | US Quillan | 11 - 8  | FC Lézignan | Stade des Ponts Jumeaux, Toulouse |  |
|                    |            | Reporte |             |                                   |  |

| Bandera de Francia |
| Campeón US Quillan |
| Primer título      |